# قارچ‌کش
قارچ کُش عاملی است که قارچ را نابود می‌کند یا بازدارندهٔ رشد آن می‌شود و از رشد قارچ‌ها یا هاگ آن‌ها در مدت اثر جلوگیری می‌کند.

## کاربرد
قارچ کش‌ها انواع مختلفی دارند و در کشاورزی، پزشکی (داروی ضد قارچ) و برای جلوگیری از پوسیدگی منسوجات و چوب و… کاربرد دارند.
قارچ‌ها می‌توانند خسارت شدید به کشاورزی وارد نمایند. در نتیجه باعث ایجاد زیان اقتصادی و کاهش میزان یا کیفیت محصول کشاورزی گردند.

## طبقه‌بندی قارچ کش‌های کشاورزی
قارچ کش را می‌توان از راه‌های مختلف طبقه‌بندی نمود.
1. میزان تحرک در گیاه
2. نقش در محافظت از گیاهان
3. طیف فعالیت
4. نحوه اثر
5. گروه شیمیایی

### ۱ـ میزان تحرک در گیاه

#### قارچ کش حفاظتی
قارچ کش‌های حفاظتی یا تماسی به درون بافت برگ نفوذ نمی‌کنند و در روی آن باقی می‌مانند. قارچ کش‌های تماسی باید برای گیاهان سالم بکار برده شوند تا از ورود قارچ به درون بافت گیاه و آسیب رسیدن به بافت گیاه میزبان جلوگیری کنند. در قارچ کش‌های تماسی زمان مصرف و پوشش کامل گیاه از سم قارچ کش بسیار اهمیت دارد.

#### قارچ کش‌های سیستمیک
قارچ کش‌های سیستمیک یا نفوذی به درون بافت گیاه نفوذ کرده و به درجاتی دارای تحرک درون گیاه هستند؛ و به دو شکل موضعی و سراسری عمل می‌کنند.

### ۲ـ نقش در محافظت از گیاهان[۴]
فعالیت پیشگیرانه: تعدادی از قارچ کش‌ها اگر قبل از ایجاد بیماری قارچی، در سطح گیاه باشند از رشد قارچ جلوگیری می‌کنند. از این نوع قارچ کش‌ها می‌توان به قارچ کش بردوفیکس اشاره نمود که فاقد بقایای سمی بوده و جهت استفاده در برنامه مدیریت آفات و بیماری‌های گیاهی در راستای تولید محصول سالم مناسب است.
کنترل بیماری قارچی در اوائل آلودگی: تعدادی از قارچ کش‌ها، تا زمانی که قارچ نفوذ کمی به داخل گیاه انجام داده باشد، قادر به کشتن قارچ هستند. ۲۴ تا ۷۲ ساعت بعد از آلودگی حداکثر زمان استفاده از آنهاست.
کنترل بیماری قارچی در شدت بالای بیماری: پس از آلوده شدن شدید گیاه، توانایی از بین بردن بیماری قارچی را دارند.
کاهش دهنده بیماری قارچی: می‌توانند مقدار بیماری قارچی را، در گیاه کاهش دهند.

### ۳ـ طیف فعالیت[۷]
قارچ کش‌های یک نقطه اثر تنها در برابر یک نقطه در یک مسیر متابولیک در مقابل عامل بیماری قارچی عمل می‌کند. به عبارت دیگر در برابر یک آنزیم یا پروتئین حیاتی قارچ فعال هستند. کارکرد این قارچ کش‌ها بسیار ویژه است به آسانی در معرض مقاوم شدن عامل بیماری قرار دارند. چون که تنها یک جهش منفرد عامل بیماری، قارچ را قادر می‌کند تا قارچ کش را بی اثر کند.
در حالیکه قارچ کش‌های چند نقطه اثر  همزمان در برابر چندین نقطه در مسیرهای گوناگون متابولیک درون قارچ مؤثرند. معمولاً قارچ کش‌های قدیمی تماسی چند نقطه اثر هستند. این قارچ کش‌ها مهارکننده‌های چند نقطه اثر هستند که قادرند بر تعداد بسیاری از قارچ‌ها از طبقات و گروه‌های مختلف مؤثر باشند و از اینرو دارای طیف وسیع فعالیت می‌باشند.

### ۴ـ نحوه اثر
از بین بردن قارچ از طرق گوناگون صورت می‌پذیرد؛ از راه آسیب زدن به بافت‌های سلولی، غیرفعال کردن آنزیم‌ها و پروتئین‌های حیاتی و مداخله در روندهای کلیدی مانند تولید انرژی و تنفس. این نحوهٔ اثر مهارکننده یا بازدارنده‌های چند نقطه اثر است و سموم مسی همانند قارچ کش ترکیب بردو و قارچ کش بردوفیکس از جمله مهار کننده‌های چند نقطه اثر هستند. این نوع قارچ کش‌ها سبب ایجاد مقاومت درعامل بیماری نمی‌شوند زیرا فرایند اثر آن‌ها پیچیده است. قارچ کش‌های مهارکننده یک نقطه اثر در یک روند متابولیک و تنها در یک نقطه برعامل بیماری اثر می‌کنند. این نوع از قارچ کش‌ها به سادگی در معرض مقاوم شدن عامل بیماری نسبت به آن‌ها قرار دارند.

### ۵ـ گروه شیمیایی
در این گروه، نوع ماده شیمیایی و ترکیب آن معلوم می‌شود. اینکه مواد قارچ کش ما از مواد یا عناصر معدنی تشکیل شده‌است یا از مواد آلی. شیمی مواد معدنی inorganic خوانده می‌شود که دارای کربن نیستند، مس و گوگرد متعلق به گروه مواد معدنی هستند. شیمی ی مواد آلی یعنی مواد دارای کربن که organic خوانده می‌شود و سموم سنتتیک به این گروه تعلق دارند. توجه شود که معنی «ارگانیک» در شیمی تنها به معنای آن است که ساختار آن از مولکول‌های دارای کربن تشکیل شده‌است. نباید این کلمه در شیمی را، با معنی این کلمه در کشاورزی ارگانیک یکی دانست.